# Помадка

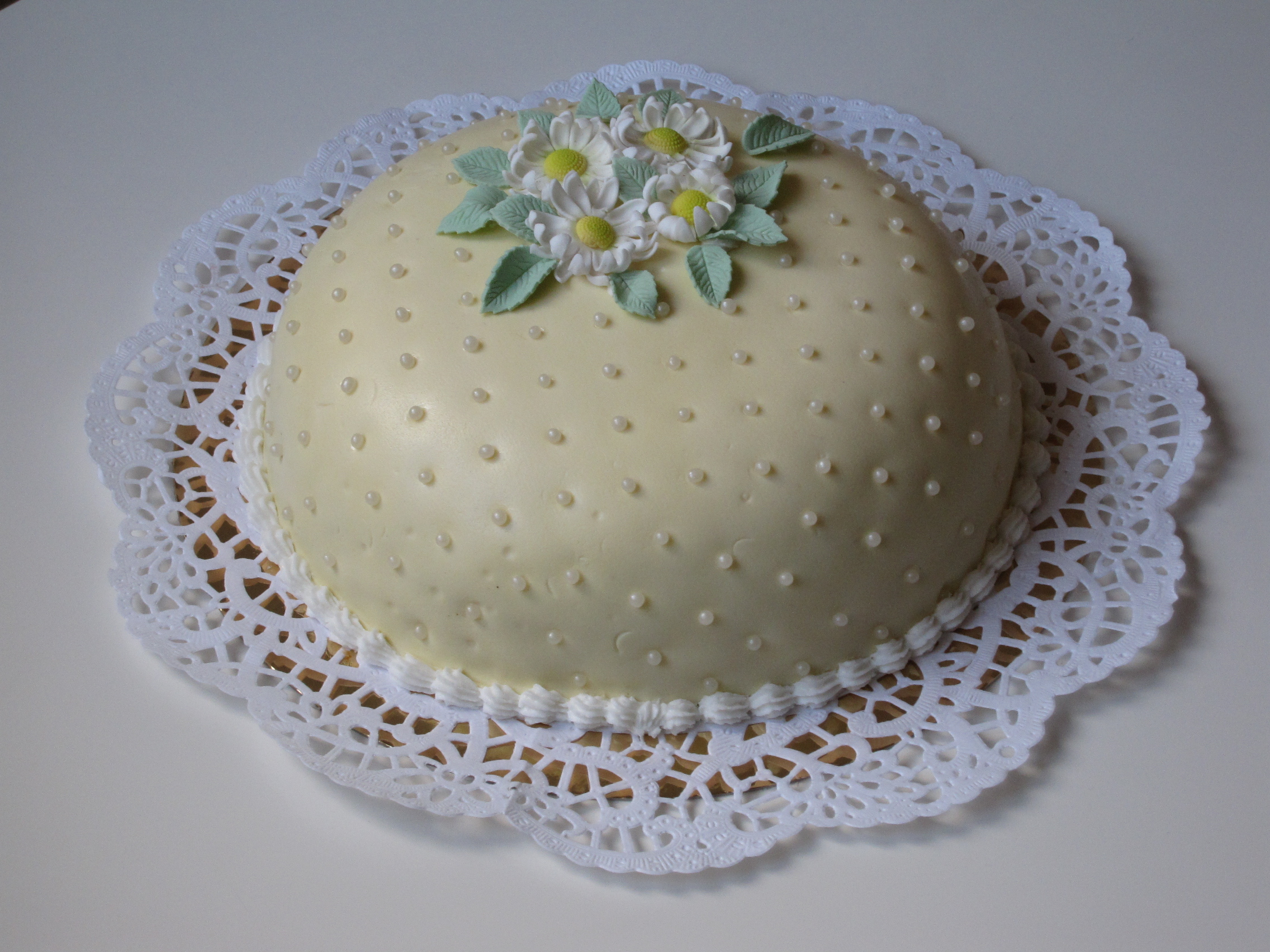
Торт, глазированный сахарной помадой

Помада, помадка — уваренный сахаро-паточный сироп, быстро охлаждённый до температуры 35—40° и размешанный в помадосбивальной машине или вручную. При сбивании в перенасыщенном сиропе происходит кристаллизация сахарозы. Готовый продукт состоит из мелких сахарных кристаллов и межкристалльного сиропа. Более длительная кристаллизация сахара без перемешивания приводит к образованию кандиса.
Помадная масса сильно разнится по консистенции — от жидких, тягучих видов с большим содержанием патоки (до 25 %) до твёрдого ломкого продукта, который получают из менее влажного сиропа с небольшой примесью патоки (от 2 %). Используется главным образом для производства неглазированных конфет и для украшения тортов.
Виды помады:
- Основная[1].
- Молочная — с добавлением молока[1]. Из неё производят шербет и ирис.
- Фруктовая — с фруктово-ягодным сырьём.
- Шоколадная[2] — с какао-порошком.

## Галерея

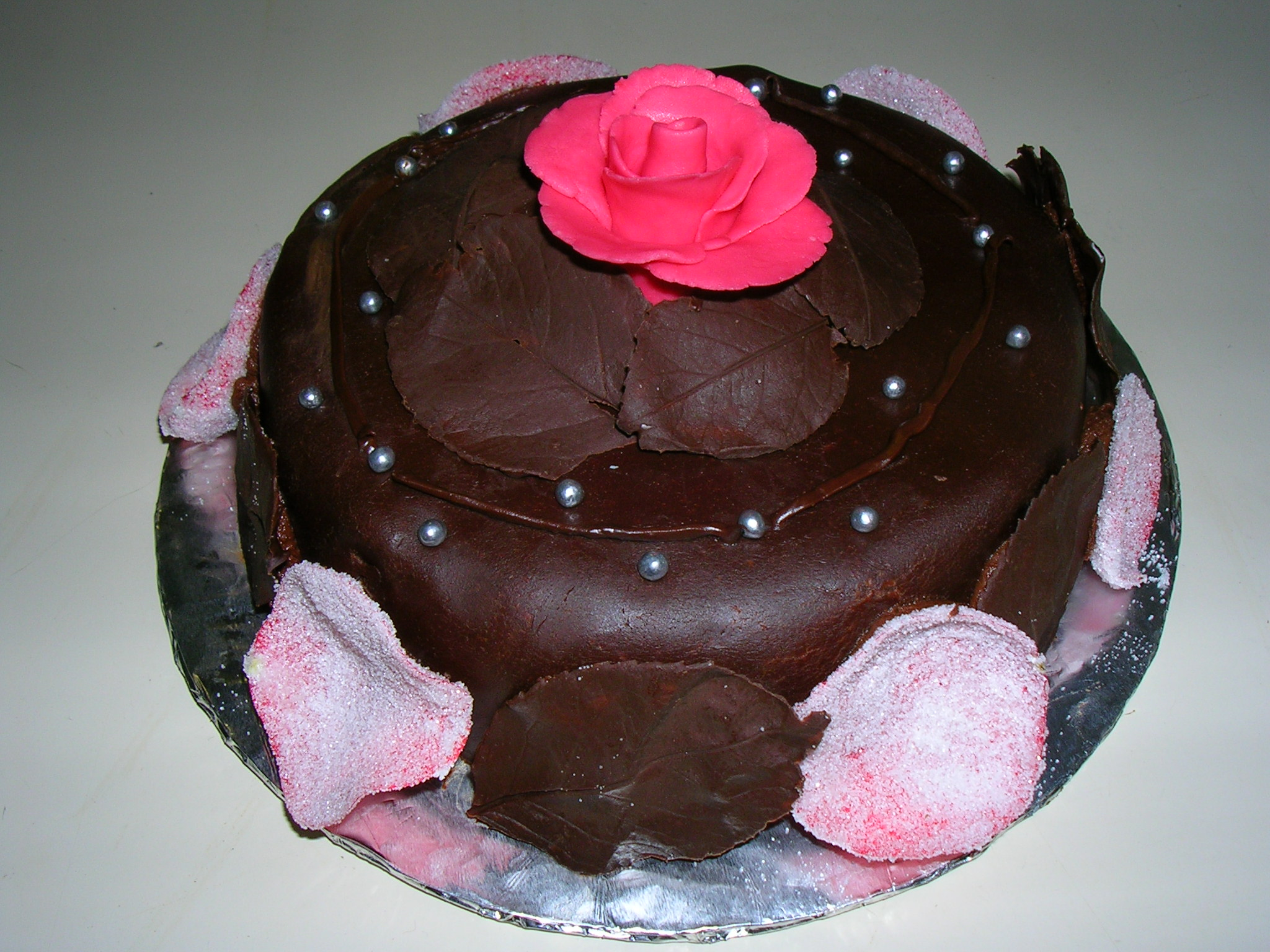
Торт, покрытый шоколадной катаной помадкой
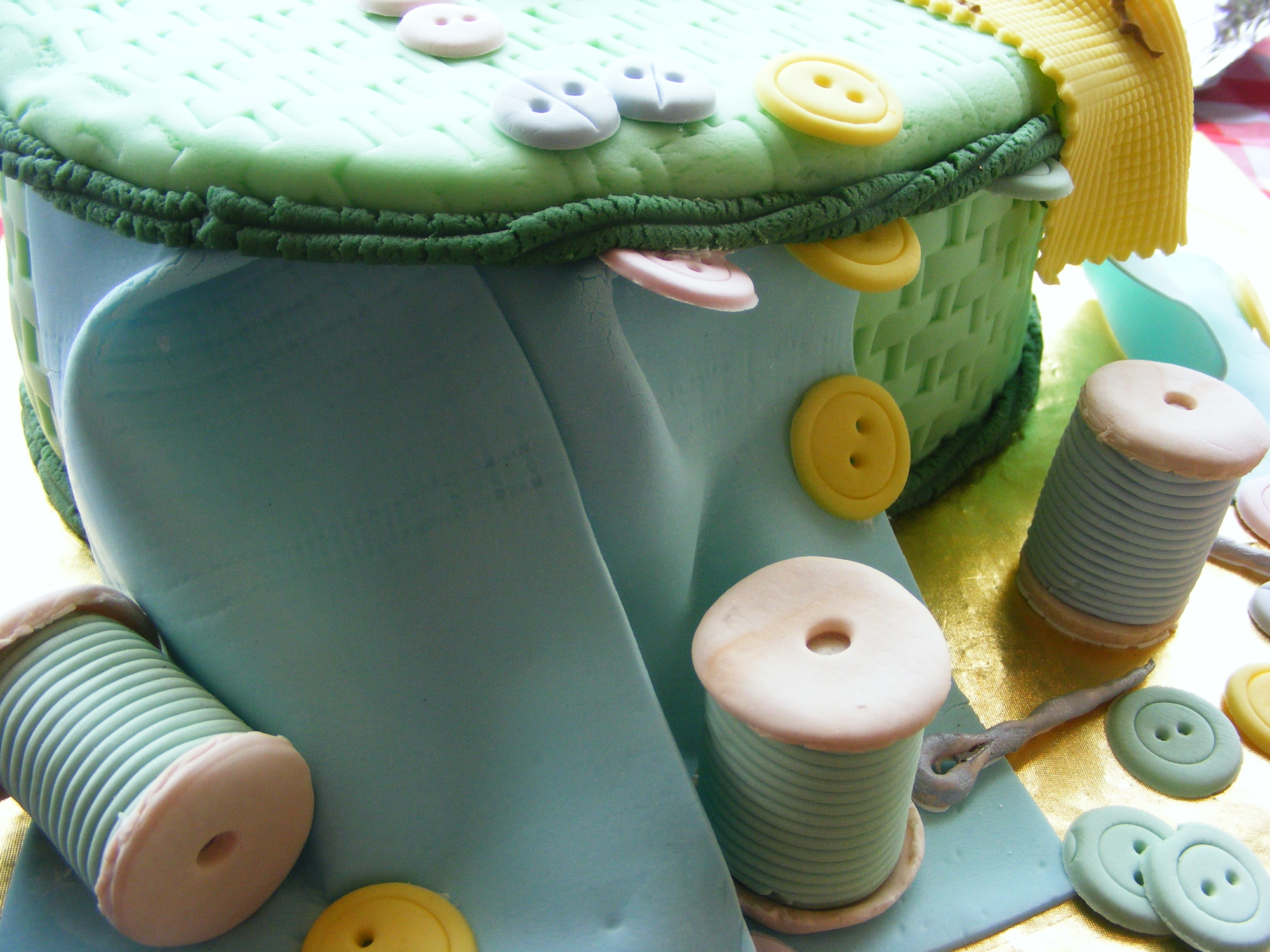
Покрытый помадкой торт в форме швейного набора
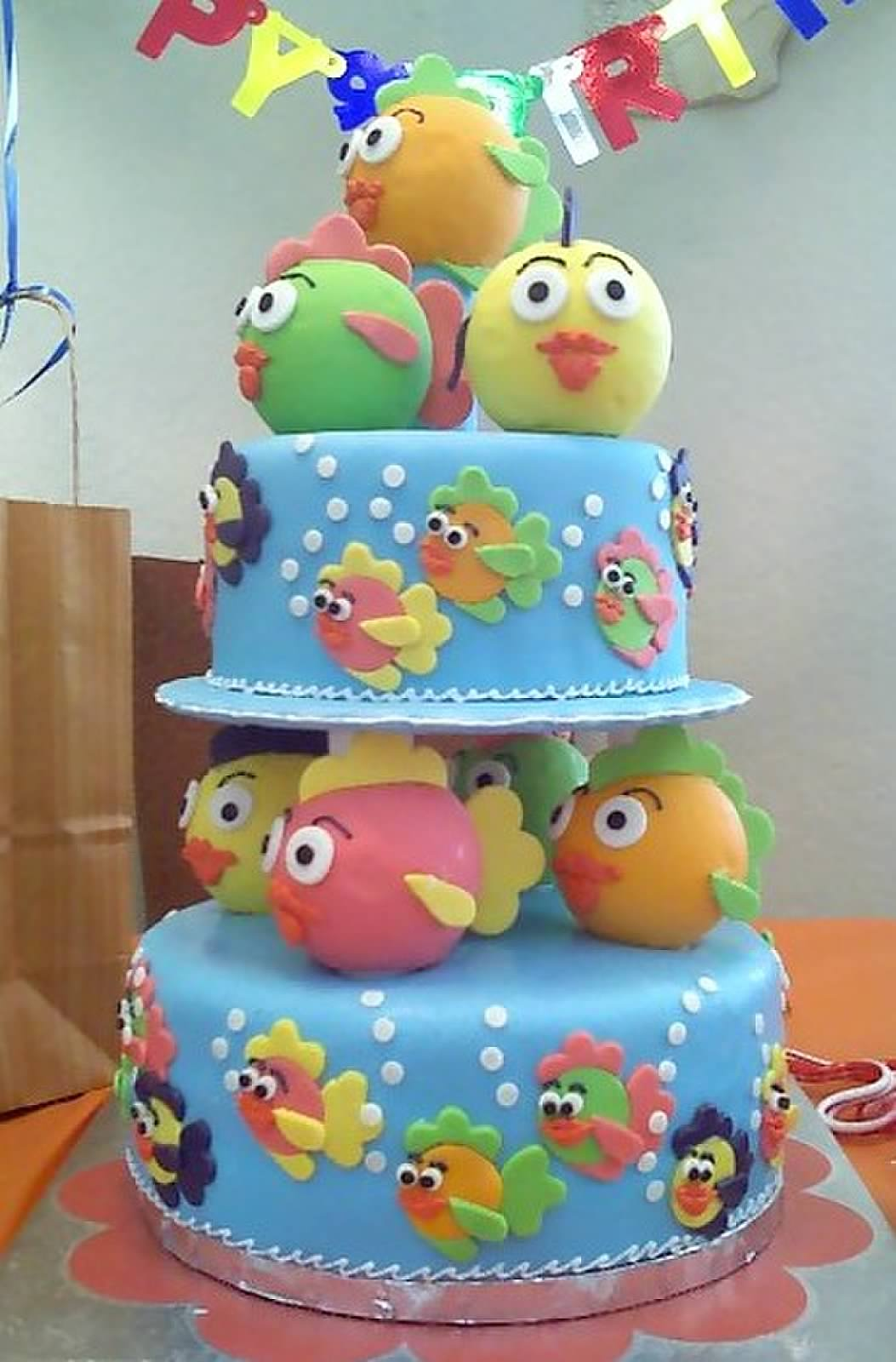
Метод аппликации использует один или несколько слоев вырезанных катаных кусочков помадки для обеспечения цвета и глубины.
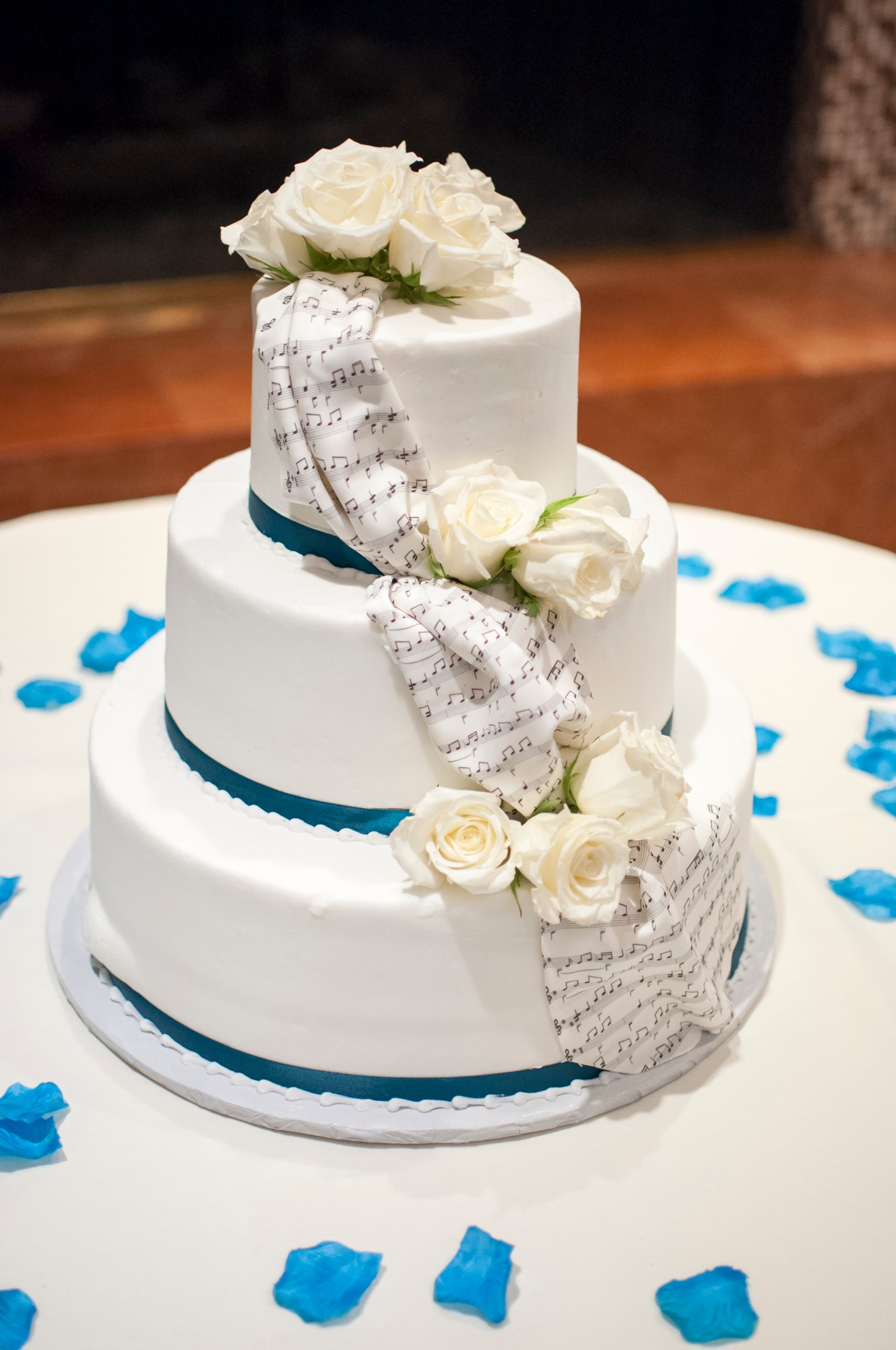
Покрытый помадкой торт с цветами
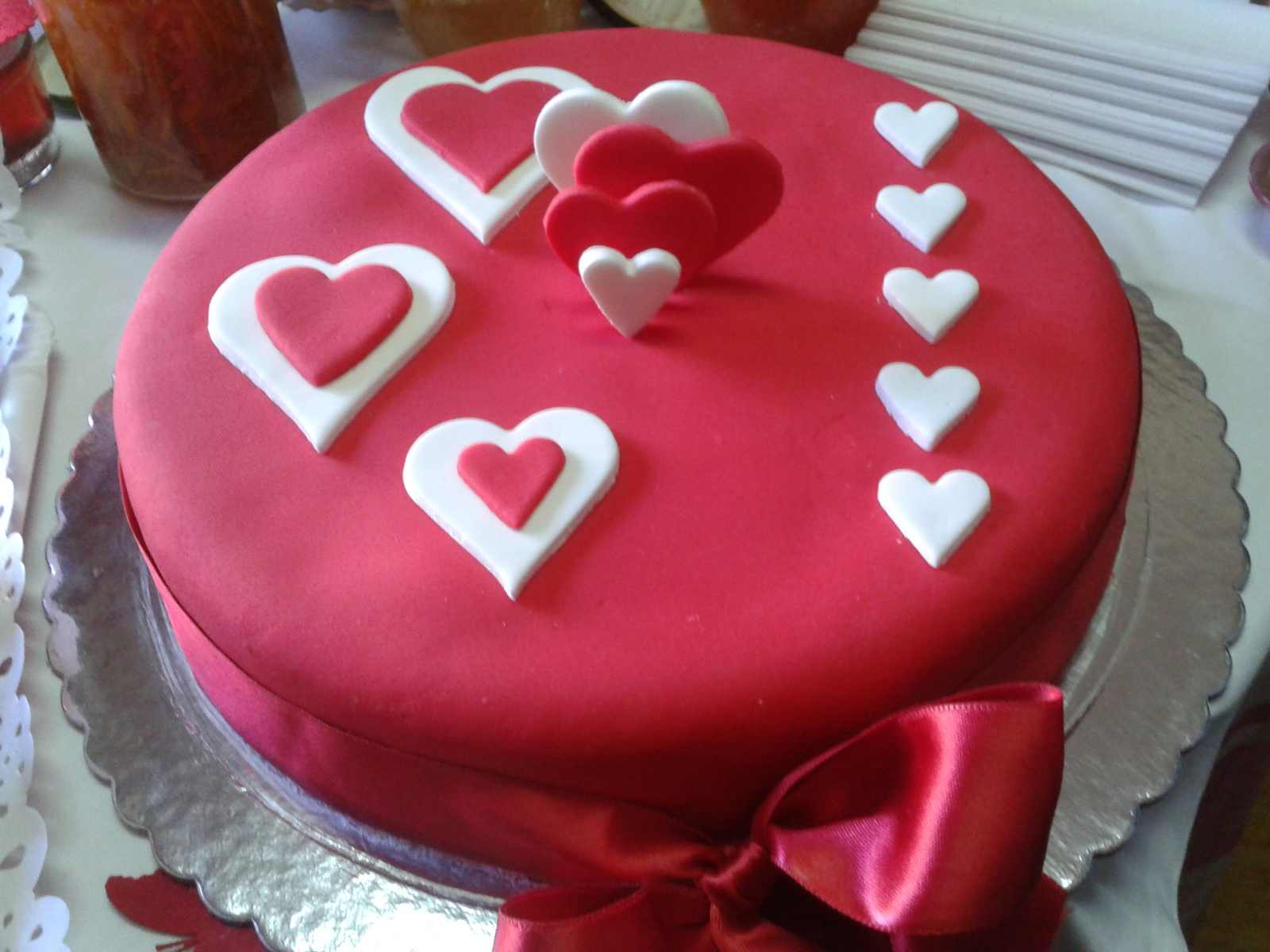
Красная помадка на торте ко дню Святого Валентина
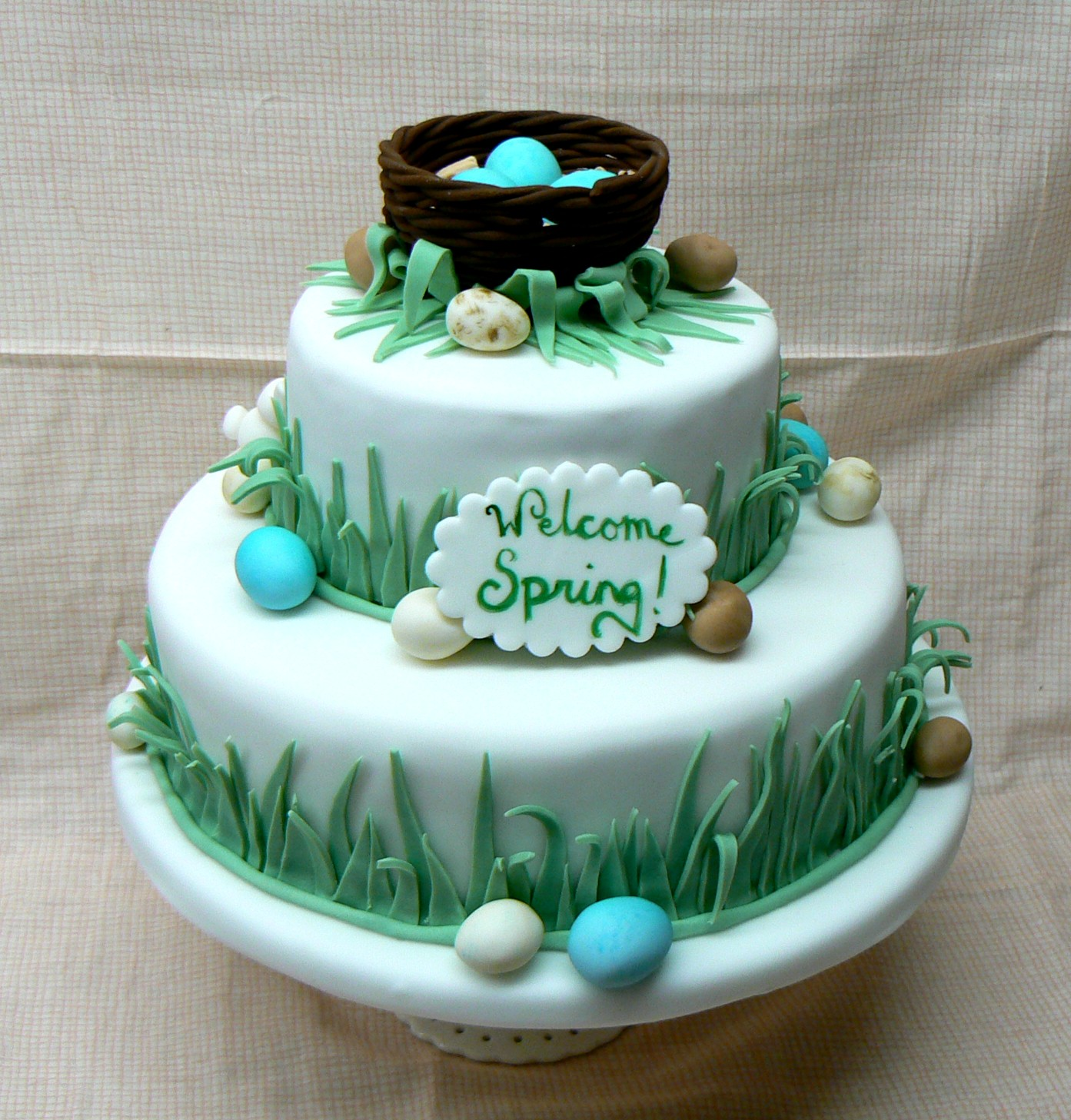
Помадка в форме яйца
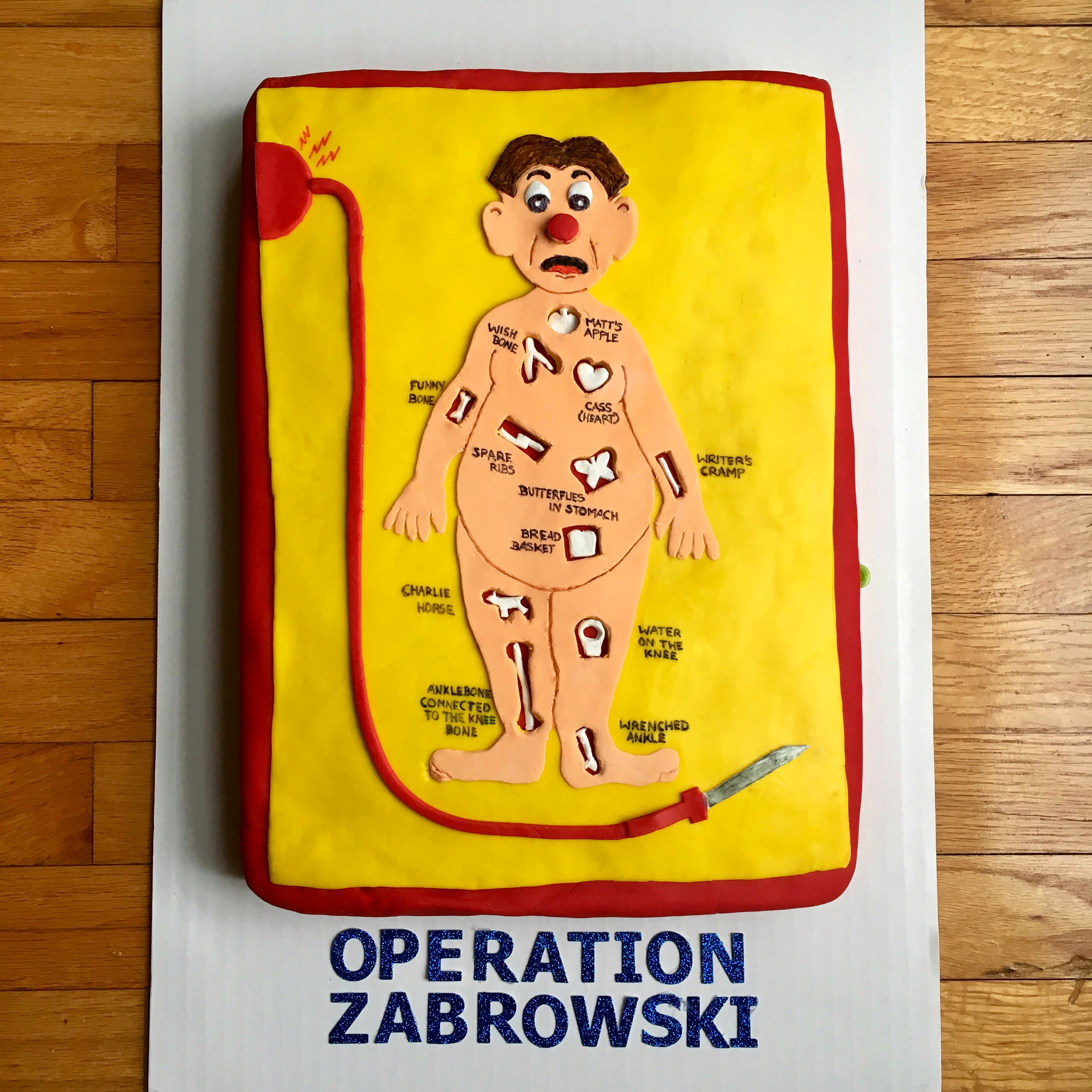
Торт Операция из помадки
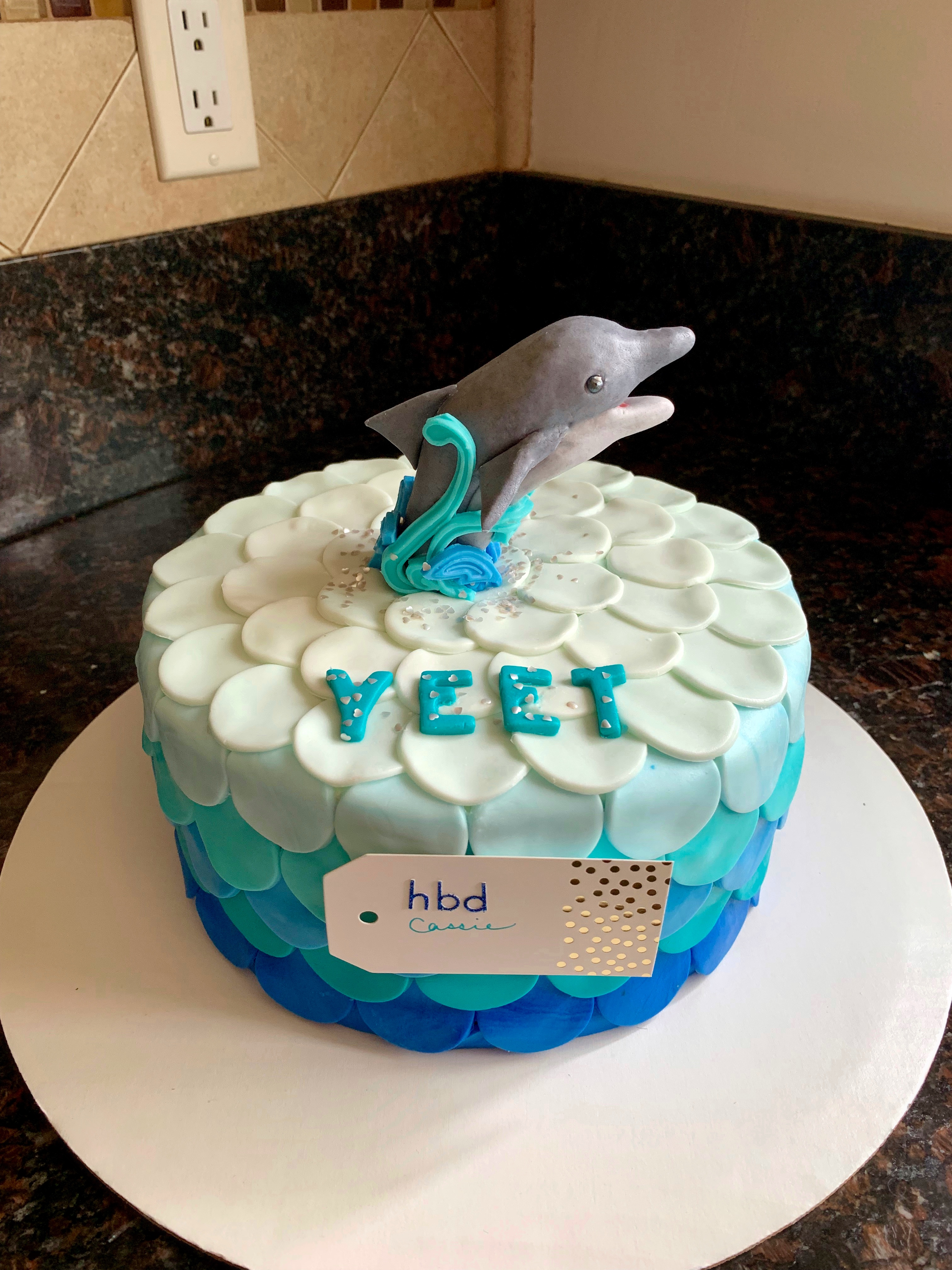
Торт с дельфином из помадки